# Brinrobertsita
La brinrobertsita és un mineral de la classe dels silicats. Rep el nom en honor del Dr. Brinley Roberts (1932 - 2018), mineralogista al Birkbeck College de la Universitat de Londres, en reconeixement de la seva extensa investigació sobre la mineralogia i el metamorfisme de baixa qualitat de les roques pelítiques del Regne Unit.

## Característiques
La brinrobertsita és un silicat de fórmula química Na0,3Al₄(Si₄O10)₂(OH)₄·3,5H₂O. Va ser aprovada com a espècie vàlida per l'Associació Mineralògica Internacional l'any 1997, i la primera publicació data del 2002. Cristal·litza en el sistema monoclínic. La seva duresa a l'escala de Mohs és 1, sent un mineral molt tou.
Segons la classificació de Nickel-Strunz, la brinrobertsita pertany a «09.EC - Fil·losilicats amb plans de mica, compostos per xarxes tetraèdriques i octaèdriques» juntament amb els següents minerals: minnesotaïta, talc, wil·lemseïta, ferripirofil·lita, pirofil·lita, boromoscovita, celadonita, chernykhita, montdorita, moscovita, nanpingita, paragonita, roscoelita, tobelita, aluminoceladonita, cromofil·lita, ferroaluminoceladonita, ferroceladonita, cromoceladonita, tainiolita, ganterita, annita, ephesita, hendricksita, masutomilita, norrishita, flogopita, polilitionita, preiswerkita, siderofil·lita, tetraferriflogopita, fluorotetraferriflogopita, wonesita, eastonita, tetraferriannita, trilitionita, fluorannita, xirokxinita, shirozulita, sokolovaïta, aspidolita, fluoroflogopita, suhailita, yangzhumingita, orlovita, oxiflogopita, brammal·lita, margarita, anandita, bityita, clintonita, kinoshitalita, ferrokinoshitalita, oxikinoshitalita, fluorokinoshitalita, beidel·lita, kurumsakita, montmoril·lonita, nontronita, volkonskoïta, yakhontovita, hectorita, saponita, sauconita, spadaïta, stevensita, swinefordita, zincsilita, ferrosaponita, vermiculita, baileyclor, chamosita, clinoclor, cookeïta, franklinfurnaceïta, gonyerita, nimita, ortochamosita, pennantita, sudoïta, donbassita, glagolevita, borocookeïta, aliettita, corrensita, dozyïta, hidrobiotita, karpinskita, kulkeïta, lunijianlaïta, rectorita, saliotita, tosudita, macaulayita, burckhardtita, ferrisurita, surita, niksergievita i kegelita.

## Formació i jaciments
Va ser descoberta a la formació Nant Ffrancon, a Aber-Ogwen, Bangor (Gwynedd, Gal·les). Es tracta de l'únic indret de tot el planeta on ha estat descrita aquesta espècie mineral.